# کانگو ایکال
کانگو ایکال (انگلیسی: Kanga Akalé؛ زادهٔ ۷ مارس ۱۹۸۱) یک بازیکن فوتبال اهل ساحل عاج است.
وی همچنین در تیم‌های ملی فوتبال ساحل عاج ساحل عاج بازی کرده‌است.